# Movimento cattolico in Italia
Per movimento cattolico in Italia si intendono tutte le forme associative create dai laici cattolici nell'Italia unita (ossia dopo il 1861). Fino al 1919 le associazioni cattoliche furono attive sul fronte sociale e culturale; dal 1919 anche su quello politico.

## Dall'Unità d'Italia al 1904

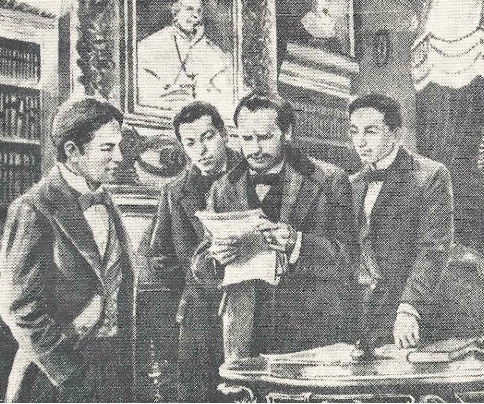
Mario Fani e Giovanni Acquaderni riuniti in casa dei fratelli Malvezzi a Bologna mettono a punto il programma della nascente "Società della Gioventù Cattolica" (1868), poi Azione Cattolica.

Nei primi mesi del 1865 fu fondata la prima associazione nazionale di laici cattolici: l'"Associazione cattolica italiana per la difesa della libertà della Chiesa in Italia". Costituita a Bologna, primo presidente fu Giulio Cesare Fangarezzi; segretario Giambattista Casoni. Un breve di Pio IX consacrò la nascita del sodalizio il 4 aprile 1866, che però ebbe vita breve: appena un mese dopo si sciolse, in seguito a una campagna intimidatoria di cui venne fatto oggetto (14 maggio).
L'11 febbraio 1867, fu fondata, sempre a Bologna, la «Società della Gioventù Cattolica». I fondatori furono Giovanni Acquaderni, Mario Fani e i fratelli Alfonso e Francesco Malvezzi. Il 2 maggio dell'anno seguente il papa riconobbe lo Statuto dell'associazione (breve Dum filii Belial).
Nel 1870 l'intervento dell'esercito italiano determinò la cessazione dello Stato Pontificio (20 settembre 1870, Presa di Roma). Papa Pio IX si considerò prigioniero in Vaticano e non riconobbe il Regno d'Italia. Successivamente, impose ai cattolici di non partecipare alla vita politica dello stato nazionale (non expedit, 1874). Si formarono nel Paese due schieramenti: il primo, deciso sostenitore delle prerogative papali, si oppose alla politica anticlericale messa in opera dal governo e rifiutò le istituzioni e le strutture dello stato nazionale; il secondo preferì raggiungere un compromesso con le forze politiche al potere. I primi furono chiamati "intransigenti", i secondi furono detti "clerico-liberali".

### L'Opera dei Congressi

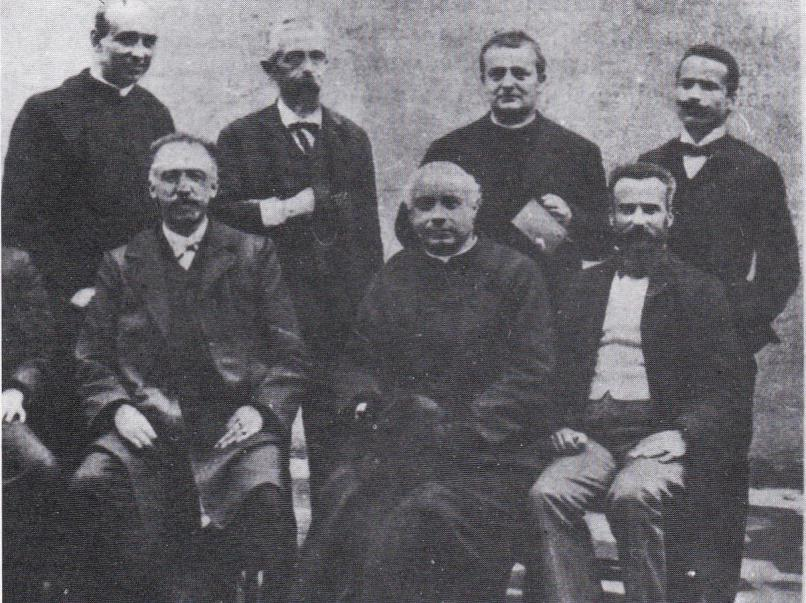
La presidenza del II gruppo generale dell'Opera dei Congressi. Seduti da sinistra: Stanislao Medolago Albani, Giorgio Gusmini, Giovanni Grosoli. In piedi: G. Daelli, Giuseppe Toniolo, G. Faraoni e Archimede Pasquinelli.

Nel 1875 il pontefice favorì la fondazione dell'Opera dei Congressi e dei Comitati Cattolici, una federazione delle associazioni laiche cattoliche. Scopo dell'Opera era svolgere un'intensa azione per creare le premesse di uno stato più giusto e più cristiano. L'Opera fu attiva su tutti i principali temi del tempo: promosse riforme sociali, partecipazione degli operai alla vita aziendale; fondò cooperative, banche, società di mutuo soccorso, organizzazioni professionali, scuole per l'istruzione giovanile e popolare. L'Opera dei Congressi fu il centro coordinatore e propulsore delle associazioni fedeli al papa (cioè "intransigenti" verso lo stato liberale). Nel 1879, al V Congresso dei cattolici italiani, la «Sezione opere di carità» fu trasformata nella «Sezione di Economia cristiana» (dal 1887 «Economia sociale»). Fu l'inizio dell'intervento organizzato dei cattolici nell'ambito delle scienze sociali ed economiche. Nel 1889, due anni prima dell'enciclica Rerum Novarum, Giuseppe Toniolo (1845-1918), economista e membro eminente della Sezione di Economia sociale dell'Opera dei Congressi, diede avvio a Padova, all'Unione Cattolica per gli studi sociali con l'intento di ridare voce ai cattolici nel campo della ricerca delle scienze sociali. Toniolo è considerato il maggior teorico della sociologia cristiana del suo tempo.
Nel 1882 il Parlamento italiano approvò una riforma che allargava l'elettorato passivo. Il provvedimento fu salutato con favore dalle forze socialiste, la cui base elettorale era costituita soprattutto dai ceti meno abbienti. Per contro le forze liberali, all'opposizione in Parlamento, accolsero la riforma con molta preoccupazione. Esse cominciarono a fare pressioni sui cattolici affinché interrompessero l'astensionismo e si alleassero con loro in funzione antisocialista.
Alla fine del XIX secolo erano ancora valide nel mondo cattolico le dichiarazioni di papa Pio IX (1874) sulla "non convenienza" (non expedit) della partecipazione dei fedeli all'attività politica. Ma l'ambiente delle associazioni laicali era in costante movimento. I cattolici si muovevano in due direzioni diverse: i conservatori puntavano ad un accordo col partito liberale in funzione antisocialista; al contrario, i democratici cristiani preparavano un partito cattolico autonomo puntando ad un'alleanza “tattica” con le forze radicali e socialiste. Risultato: i conservatori ed i liberali trovarono dei punti in comune iniziando un lento processo di avvicinamento; i democratici cristiani furono respinti dai radicali e dai socialisti, ancora vincolati a una posizione irreligiosa e anticlericale. All'appello di don Romolo Murri, Filippo Turati, leader socialista, rifiutò la proposta di alleanza giudicandola assurda e irrealizzabile (1904).
I cattolici avevano iniziato a stringere alleanze a livello locale con i liberali in funzione anti-socialista. Nel 1895, a Milano, cattolici e moderati formarono una lista che partecipò alle elezioni amministrative. La lista vinse con 14.400 voti contro i 13.200 dell'alleanza tra repubblicani e socialisti. Il 23 giugno dello stesso anno le elezioni a Roma vedono il successo dei cattolici, coalizzati nell'Unione Elettorale Romana. Liste di candidati cattolici si formano anche a Torino (40 consiglieri eletti), Genova (41), Bologna (24), Piacenza (16) e Vicenza (vittoria della lista).
Le associazioni cattoliche erano federate nell'Opera dei Congressi, i cui dirigenti aderivano al non expedit pontificio. Ma dopo il 1898 e i moti popolari che sancirono l'affermazione dei socialisti presso i ceti popolari, anche all'interno dell'Opera si cominciò a discutere su come fermare l'avanzata socialista, marxista e anarchica. Nel dibattito si distinsero due posizioni: 
- È necessario distinguersi nettamente dai socialisti nella protesta per ottenere migliori condizioni a favore dei ceti umili. Quindi, se si vuole evitare che i socialisti prendano il potere, l'alleanza con i liberali rappresenta la scelta del "male minore";
- La protesta dei socialisti contiene elementi positivi. Se si eccettua la loro ideologia antireligiosa e atea, può essere utile allearsi con loro in funzione antiliberale.

Sul filone dell'intransigentismo si formava lentamente il movimento "democratico cristiano", rivolto ad attuare un vasto programma di riforme sociali e a tutelare gli strati più deboli della popolazione (operai e contadini). Ma all'interno dell'Opera dei Congressi si crearono due correnti che presto si posero su fronti contrapposti: la prima si pose al fianco del modernismo teologico, che faceva capo a don Romolo Murri; l'altra si riallacciava al filone dell'intransigenza ed era guidata da Filippo Meda, Giuseppe Toniolo e Luigi Sturzo.
All'inizio del XX secolo la spaccatura tra "clerico-moderati" e "democratico-cristiani" si rivelò insanabile. I primi si schieravano con la monarchia e con il governo giolittiano; i secondi sostenevano la necessità di un accordo tattico con i socialisti piuttosto che appoggiare i liberali. 
A causa dei dissidi, papa Pio X intervenne sciogliendo l'Opera dei Congressi il 28 luglio 1904. Successivamente Murri e i suoi sostenitori furono scomunicati con l'enciclica di Pio X Pascendi del 1907 (solo in tarda età a Murri fu concesso di rientrare a pieno titolo nella Chiesa).

## Dal 1905 al 1945

Don Luigi Sturzo con alcuni congressisti al congresso del Partito Popolare Italiano di Venezia (20-23 ottobre 1921).

Nel 1909 Pio X promosse la creazione dell'Unione Elettorale Cattolica Italiana, un'associazione laicale con il compito di guidare i cattolici italiani nella vita politica. Il pontefice pose Vincenzo Gentiloni alla direzione dell'organismo. Il primo banco di prova della collaborazione tra Unione Elettorale e moderati si ebbe in occasione delle elezioni politiche di quell'anno. Pio X permise, per alcune diocesi, il sostegno esterno dei cattolici ad alcuni candidati liberali, tra i quali anche degli esponenti cattolici. L'esito fu positivo: furono eletti 21 "deputati cattolici" nelle liste dei liberali Giovanni Giolitti.
Alle successive elezioni del 1913 l'accordo venne allargato a tutto il territorio nazionale con il Patto Gentiloni. Altri esponenti cattolici, come don Luigi Sturzo e Giuseppe Donati prepararono la via alla partecipazione diretta e attiva dei cattolici alla vita pubblica italiana. Nel 1918 nacque la Confederazione italiana dei lavoratori, animata da uomini come Guido Miglioli e Achille Grandi.
Il 18 gennaio 1919 fu fondato il primo partito di cattolici "autonomamente impegnati sul piano del temporale": il Partito Popolare Italiano e don Sturzo ne divenne segretario politico. Al nuovo partito aderirono quasi tutte le testate del giornalismo cattolico, eccetto «L'Unità cattolica», che però mostrò una moderata simpatia per la nuova organizzazione politica.
Alle elezioni del 1919 100 cattolici furono eletti deputati alla Camera risultando il partito cattolico il secondo d'Italia dopo quello socialista. Il PPI venne sciolto nel novembre 1926, assieme agli altri partiti politici con una serie di provvedimenti adottati dal governo fascista, Sturzo si era già dimesso dal partito nel giugno 1923 ubbidendo ad un ordine segreto (sotto forma di consiglio personale) di Pio XI preoccupato dell'accentuarsi dello scontro politico con Mussolini e aprendo la strada alla soluzione politica della questione romana con la firma nel 1929 dei Patti Lateranensi. Con la firma del concordato i movimenti cattolici vennero privati di libertà di azione e perdettero il sostegno ufficiale della Chiesa, alcuni come gli scout cattolici furono sciolti e sostanzialmente rimasero attive solamente quelle organizzazioni cattoliche che appoggiarono il regime, che si avvalse di loro per scopi propagandistici.
L'iniziativa politica cattolica ricominciò in Italia, con l'indebolirsi del fascismo durante la seconda guerra mondiale, quando nel luglio 1943 un gruppo di intellettuali cattolici, in regime di semiclandestinità scrisse il Codice di Camaldoli un documento programmatico di politica economica che sarà la linea ideologica per un nuovo partito cattolico nazionale.
Il partito cattolico si ricostituì nel Regno del Sud durante la seconda guerra mondiale, nel 1944, con il nome di Democrazia Cristiana ed i suoi rappresentanti entrarono nei governi succedutisi in quegli anni. Il principale promotore della nuova formazione politica fu Alcide De Gasperi, già segretario del Partito Popolare Italiano, che nel 1942 aveva anticipato, in uno scritto intitolato Le idee ricostruttive della Democrazia Cristiana, le linee maestre sulle quali doveva poi muoversi il nuovo partito cattolico.

## Dal 1946 ad oggi

Metà anni settanta, manifestazione del Movimento Popolare.

A partire dal secondo dopoguerra la posizione dei movimenti cattolici italiani fu di primi protagonisti della vita pubblica e politica italiana ribaltando completamente la loro posizione rispetto a quella del periodo risorgimentale, grazie anche al mantenimento in vigore dei Patti lateranensi, inseriti nell'articolo 7 della Costituzione della Repubblica Italiana con la premessa: "Lo Stato e la Chiesa cattolica sono, ciascuno nel proprio ordine, indipendenti e sovrani". La Democrazia Cristiana vinse le prime elezioni politiche postbelliche nel 1946 come primo partito di maggioranza relativa dei voti e tale rimase fino alle elezioni del 1992 le ultime alle quali il partito partecipo' prima della sua dissoluzione; la carica di presidente del Consiglio dei ministri fu continuamente occupata da un politico cattolico dal dicembre 1945 fino al giugno 1981, quando si ebbe la nascita del governo guidato da Giovanni Spadolini.
Alle elezioni del 1948 i cattolici italiani, secondo le indicazioni delle gerarchie religiose furono fortemente impegnati in sostegno della Democrazia cristiana. Le previsioni non erano favorevoli: in quanto la coalizione del Fronte Popolare composta da Partito socialista e Partito comunista era data in vantaggio. Divenne imperativo per i democristiani coinvolgere il più possibile l'elettorato cattolico al fine di sensibilizzarlo e motivarlo. Luigi Gedda, dirigente di Azione Cattolica, fondò, d'intesa con papa Pio XII i «Comitati Civici», organismi preposti alla mobilitazione elettorale. I Comitati risultarono decisivi per l'affermazione elettorale della Democrazia Cristiana. L'azione di contenimento e opposizione all'ideologia comunista proseguì in alcune delle cosiddette aree rosse, come a Bologna per opera del cardinal Lercaro e Siri a Genova.
Nel 1969 per opera del sacerdote Luigi Giussani si forma Comunione e liberazione, movimento inizialmente composto prevalentemente da studenti liceali e universitari e quindi allargato e attivo in vari settori della società italiana, non ultimo quello della vita politica, arrivando con Roberto Formigoni a presentarsi con un proprio partito il Movimento Popolare alle elezioni amministrative del 1975. Ogni anno, in estate, CL organizza il Meeting per l'amicizia fra i popoli a Rimini, incontro di vasta risonanza nazionale, a cui partecipano sia rappresentanti ecclesiastici, che della politica italiana e intellettuali.
Gli anni settanta vedono svilupparsi un movimento cattolico genericamente chiamato dei "cattolici del dissenso" rispetto alla linea politica ortodossa democristiana, aderente alle indicazioni della chiesa cattolica italiana. Nel 1974 il fallito referendum per l'abrogazione del divorzio, da poco introdotto in Italia, promosso dalla DC, appoggiandosi ai nuovi comitati civici di Gedda e con il deciso appoggio della CEI, vedrà la prima frattura tra i cattolici italiani nel dopoguerra. Non tutti i cattolici si dichiareranno favorevoli alla battaglia antidivorzista e alcuni, dopo aver pubblicamente annunciato la mancata apposizione della loro firma alla proposta referendaria, prenderanno pubblicamente posizione a favore del mantenimento della legge: tra questi Giuseppe Lazzati, rettore dell'Università Cattolica del Sacro Cuore di Milano e Carlo Carretto. Tra le organizzazioni cattoliche, le ACLI, la FUCI e gran parte dell'Azione Cattolica presero posizione critica nei confronti dell'iniziativa referendaria, facendo quanto meno mancare il loro appoggio ai fautori dell'abrogazione.
A partire dalla metà degli anni '70 il confronto fra movimenti cattolici e altri movimenti attivi nella società italiana si sviluppano sul dibattito legislativo riguardante tematiche di bioetica come l'aborto (contro il quale venne fondato nel 1975 da Carlo Casini il Movimento per la Vita), la procreazione assistita, l'eutanasia, problematiche di diritti civili quali i diritti LGBT e le unioni civili e sulla posizione, ruolo e sostegno alla scuola cattolica.